# Premio Nacional de Literatura de Cuba
El Premio Nacional de Literatura de Cuba fue creado en 1983 y lo otorga anualmente el Instituto Cubano del Libro, del Ministerio de Cultura. Considerado el más importante galardón literario del país caribeño, se entrega generalmente durante la Feria Internacional del Libro de La Habana.

## Lista de premiados
- 1983 - Nicolás Guillén
- 1984 - José Zacarías Tallet
- 1985 - Félix Pita Rodríguez
- 1986 - Eliseo Diego, José Soler Puig y José Antonio Portuondo (compartido)
- 1987 - Dulce María Loynaz
- 1988 - Cintio Vitier y Dora Alonso (compartido)
- 1989 - Roberto Fernández Retamar
- 1990 - Fina García-Marruz
- 1991 - Ángel Augier
- 1992 - Abelardo Estorino
- 1993 - Francisco de Oráa
- 1994 - Miguel Barnet
- 1995 - Jesús Orta Ruiz
- 1996 - Pablo Armando Fernández
- 1997 - Carilda Oliver
- 1998 - Roberto Friol
- 1999 - César López
- 2000 - Antón Arrufat
- 2001 - Nancy Morejón
- 2002 - Lisandro Otero
- 2003 - Reynaldo González Zamora
- 2004 - Jaime Sarusky
- 2005 - Graziella Pogolotti
- 2006 - Leonardo Acosta
- 2007 - Humberto Arenal
- 2008 - Luis Marré
- 2009 - Ambrosio Fornet
- 2010 - Daniel Chavarría
- 2011 - Nersys Felipe
- 2012 - Leonardo Padura
- 2013 - Reina María Rodríguez
- 2014 - Eduardo Heras León[1]
- 2015 - Rogelio Martínez Furé
- 2016 - Margarita Mateo Palmer[2]
- 2017 - Luis Álvarez Álvarez
- 2018 - Mirta Yáñez[3]
- 2019 - Lina De Feria
- 2020 - Eugenio Hernández Espinosa
- 2021 - Julio Travieso Serrano
- 2022 - Delfín Prats Pupo
- 2023 - María Elena Llana